# Azázél az irodalomban, filmművészetben és a kultúra egyéb területén
Azázél alakja vallásos, illetve a démonológiával foglalkozó műveken túl – más démoni, ördögi lényekhez hasonlóan – gyakran tűnik fel az irodalomban, filmművészetben és a kultúra egyéb területén is; sok esetben nem is csak az ún. népszerű kultúrához sorolható alkotásokban.

## Regények, képregények
- John Milton Elveszett Paradicsomában (Paradise lost, 1667) egy kerub, a bukott angyalok egyike. A Sátán zászlóvivője.
- Bulgakov A Mester és Margarita (Мастер и Маргарита, 1966-67) Azezellóját nyilván Azázél alakja inspirálta. A regényből több film illetve filmsorozat készült, és sokszor adták elő a világ színpadain különféle feldolgozásait.
- John Bellairs A végzet órája[1] (The House with a Clock in Its Walls, 1973) című regényében Azazel hatalmat kínál fel Isaac Izardnak.
- Umberto Eco A rózsa neve (Il nome della rosa, 1980) című regényében Varaginei Remigius említi.
- Isaac Asimov 1988-ban megjelent Azazel című elbeszélés kötete (benne pl. a The Two Centimeter Demon című novella)
- Robertson Davies Cornish-trilógiájának (Cornish Trilogy) A lázadó angyalok (The Rebel Angels, 1981) című első kötetében szerepelnek Azazel és Samahazai, a lázadó angyalok. A történet szerint elárulták a menny titkait Salamon királynak, ezért Isten kiűzte őket a Mennyből, és a földön nyelveket, valamint gyógyítást, törvényeket és a higiéniáról tanítottak.
- John Bellairs: The Ghost in the Mirror (~A szellem a tükörben) Bellairs másik Lewis Barnavelt regénye, amelyben Aziel egy démon, akit egy középkori varázskönyv segítségével lehet megidézni.
- Salman Rushdie: A sátáni versek
- Graham Masterton: Álmatlanság (The Sleepless, 1993)
- Borisz Akunyin: Azazel (Азазель, 1998) című regénye.
- Az X-Men képregényekben a legendás démon nevét viselő, önmagát teleportálni képes mutáns szerepel. A karaktert Chuck Austen író alkotta (2004).
- Melissa de la Cruz: Kékvérűek (Blue Bloods, 2006)
- High School DxD (~DxD Gimnázium) című regény (és manga/anime) sorozatban (2008-) Azazel a bukott angyalok vezetője, aki tanár és klubtanácsadó lett az iskolában.
- Blue Exorcist (~A kék ördögűző) regény (és manga/anime) sorozatban Azazel a Sátán fia, a nyolc Démon Király egyike.
- Cassandra Clare Bukott angyalok városa (City of Fallen Angels, 2011), A végzet ereklyéi (The Mortal Instruments) ötödik kötetében Azazel egy nagy démon, aki segít Magnus Bane boszorkánymesternek Jace Lightwood árnyékvadász keresésében.
- José Saramago Káin (Caim) című könyvében Azazel Isten kerubja, aki visszaengedi Évát az Édenkertbe, miután Ádámmal együtt kiűzettettek.
- Neil Gaiman DC Comics-nál megjelent Sandman című képregénysorozatában Azazel az egyik szereplő.

## Filmek
- Dr. Moreau szigete (The Island of Dr. Moreau, 96 perces amerikai fantasztikus thriller, 1996, rendezte: John Frankenheimer) Azazello[2] (Temuera Morrison) Dr. Moreau egyik genetikailag módosított teremtménye.
- Letaszítva (Fallen, amerikai bűnügyi thriller, 1998, rendezte: Gregory Hoblit) Láthatatlanul is főszereplője az érintésre más emberekbe költöző démon.
- A Dogma (Dogma, rendezte: Kevin Smith) című 1999-es filmben Azrael néven jelenik meg.
- A Semum című 2008-as török horrorfilmben (rendezte: Hasan Karacadağ) Azazil, a démon fokról fokra veszi át az irányítást Canan elméje felett.
- Paul Verhoeven 2009-re[3] tervezett Azazel[4] című filmje Borisz Akunyin regényéből végül nem készült el.
- X-Men: Az elsők (X: First Class, amerikai-brit sci-fi akciófilm, 2011) Azazel (Jason Flemyng) egy önmaga teleportálására képes mutáns.
- Şeytan-ı Racim (2013, rendezte: Arkın Aktaç) című török horrorfilmben Azazil egy Mehmet Efendi nevű emberként segít megszabadulni a főszereplőnek, Salihnak a dzsinek üldözésétől.
- A végzet órája (The House with a Clock in Its Walls, 2018, azonos című film John Bellairs regényéből. Rendezte: Eli Roth, Isaac Izard (Kyle MacLachlan).

## Televíziós sorozatok
- Azazel nevében (Азазель, orosz televíziós sorozat, 2002, rendezte: Alekszandr Adabasjan, forgatókönyv: Azazel című regényéből Borisz Akunyin)
- Odaát (Supernatural, amerikai televíziós sorozat, 2005–) Azazel – Fredric Lehne
- A Rage of Bahamut: Genesis című animében Azazel egy bukott angyal, Lucifer alárendeltje, akik mindketten szemben állnak Istennel.
- ? (Fallen, amerikai minisorozat, 2007)
- Boszorkák (Hex, brit televíziós vígjátéksorozat, 2004-2005) Azazeal – Michael Fassbender
- A Shadowhunters (~Árnyékvadászok) illetve Shadowhunters: The Mortal Instruments (~Árnyékvadászok: A végzet ereklyéi) (2016) Cassandra Clare regénysorozatából készült televíziós filmsorozat, amelynek 2. évadában Azazelt Brett Donahue alakította.
- A High School DxD (~DxD Gimnázium) című regényből készült azonos című sorozatban Azazel a bukott angyal.

## Anime/manga
- Shingeki no bahamut (1.évad)
- Shingeki no bahamut: virgin soul (2.évad)
- Yondemasu yo Azazel-san

## Videójátékok
- A Star Ocean: Till the End of Time (A csillagóceán: az idők végezetéig) (2003) Azazel a Sphere Corporation biztonsági főnöke, aki Luther Lansfield utasítására segít elintézni a Végrehajtókat. A nevét az angol változatban Azazerre változtatták.
- A Kingdom of Loathing (~A Kegyetlenség Királysága) című 2003-as böngésző alapú szerepjátékban Azazel, Hey Deze főhercege arra törekszik, hogy visszaszerezze a gonosz hatalmának elveszett talizmánjait.
- A Warhammer fantasy világában Azazel Slaanesh káoszisten bajnokaként jelenik meg.
- A Namco Tekken 6 (2007) című játékában Azazel egy nem játszható főellenség. Hatalmas, démoni, kristályos, sárkányszerű teremtmény. A harc egy ősi, fáklyával megvilágított templomban folyik a Közel-Keleten.
- The Binding of Isaac-ben újjászületése után Azazel egy játékos karakter. Egy démonnak tűnik fekete bőrrel és szárnyakkal. Azzal kezdi a játékot, hogy lő egyet a Kénkőnek nevezett kis piros lézerével.
- Az orosz Elephant Games Origins nevű rejtett tárgy tipusú játékában, amely az első a Detectives United sorozatban, Azazel a neve az egyik szereplőnek, egy kőnek. Különleges képessége, hogy korlátlan energiát képes biztosítani. Az öt kő szükséges az úgynevezett Valóság Kockájának a felépítéséhez.
- Az El Shaddai: Ascension of the Metatron (El Shaddai: Metatron felemelkedése) 2011-es akciójátékban Azazel az egyik legerősebb Virrasztó, aki az emberi evolúciót, az angyali és a halandó technológiákat is irányítja. Azazel jobb keze Semyaza bukott angyal. A játék vége felé Azazel egy Locust-szerű szörnnyé alakul.
- A Shin Megami Tensei videojáték sorozatban Azazel egy, a judaizmusban Virrasztóként ismert démon.
- A Persona 5, az Atlus 2016-os szerepjátékában, Azazel Ichiryusai Madarame, a második főnök árnyának neve.
- A Helltakerben, a 2020-as kalandjátékban a főszereplő Azazel háremébe kerül.

## Zene
- Dawn of Azazel – új-zélandi death metal zenekar.